# فرد غريفيث
فرد غريفيث (بالإنجليزية: Fred Griffith)‏ هو ممثل أمريكي، ولد في 1 أكتوبر 1964 في الولايات المتحدة.

## وصلات خارجية
- فرد غريفيث على موقع IMDb (الإنجليزية)
- فرد غريفيث على موقع ألو سيني (الفرنسية)
- فرد غريفيث على موقع أول موفي (الإنجليزية)
- فرد غريفيث على موقع أول موفي (الإنجليزية)
- فرد غريفيث على موقع قاعدة بيانات الفيلم (الإنجليزية)
- فرد غريفيث على موقع كينوبويسك (الروسية)